# Lorea Canales
Lorea Canales (Ciudad de México, México) es una abogada, periodista, escritora y traductora mexicana, autora de la novela Apenas Marta, considerada por el periódico Reforma como uno de los mejores libros de 2011.

## Biografía
Canales nació en la Ciudad de México y creció en Monterrey. Estudió derecho en el Tecnológico de Monterrey y una maestría en derecho en la Universidad de Georgetown en Washington D. C. Al terminar sus estudios regresó a México y trabajó como abogada, profesora de derecho en el ITAM y en el periódico Reforma como  periodista y editora jurídica.
En el año 2000 cambió su lugar de residencia a Nueva York, donde colaboró con diversos medios periodísticos como Día Siete y The New York Times y también estudió una maestría en Escritura Creativa en la Universidad de Nueva York. En 2011 publicó Apenas Marta, su primera novela y en 2013 publicó Los Perros.

## Obras

### Novelas
- Apenas Marta (2011)[4]

- Los Perros (2013)[5]

### Antología
- Los amos de México (2007) —autora del capítulo dedicado a Lorenzo Zambrano—

- Escribir en Nueva York. Antología de narradores hispanoamericanos —coautora—

- Antología de poemas e historias cortas —coautora—

### Traducción
- La gramática de la luz de Carol Ann Duffy[6]